# Mojoreno
Mojoreno is een bestuurslaag in het regentschap Wonogiri van de provincie Midden-Java, Indonesië. Mojoreno telt 3166 inwoners (volkstelling 2010).